# 安藤仁子
安藤 仁子（あんどう まさこ、1917年〈大正6年〉8月16日 - 2010年〈平成22年〉3月17日）は、日本の実業家にして日清食品創業者である安藤百福の3人目の妻。百福と結婚後、夫の投獄、事業の失敗、財産喪失など、度重なる不運を乗り越えて、世紀の発明と呼ばれるインスタントラーメン「チキンラーメン」が完成するまで夫を支え、その生涯を共に生き続けた。2018年（平成30年）のNHK連続テレビ小説『まんぷく』の主人公の1人、立花福子のモデル。

## 経歴

### 少女期 - 学生時代
1917年に、大阪市北区富田町で、3人姉妹の三女として誕生した。実家の安藤家は、福島県の二本松神社の神主を務める名門であり、父の安藤重信は、大阪で事業に乗り出す資産家であった。また父方の先祖に幕末の学者の安積艮斎と歴史学者の朝河貫一がおり、このことは仁子にとって生涯の誇りであった。母の須磨は鳥取藩士の家系で「私は武士の娘です」が口癖であった。
大阪市立丸山小学校に入学後、父の事業の悪化により、大阪市淀川区十三南之町へと転居した。この小学校時代、教会の英語塾にも通い、英語を学んだ。小学校を卒業後は、母のやりくりで大阪の金蘭会高等女学校へ進学した。しかし父の倒産で、月謝不足から休学を強いられ、大阪電話局で働いた。復学後も電話局で夜勤をしながら通学、十三南之町から中津南通4丁目へ転居。日記に「最低の貧乏暮し」と記すほどの貧乏生活と苦学の末に、女学校を卒業した。

### 結婚
仁子の卒業後、一家は次姉の嫁ぎ先に転居した（長姉は仁子の卒業と同年に死去）。しかし次姉の家も生活が苦しく、仁子は家計を支えるため、得意な英語と、取得していた電話交換手の資格を活かして、京都府京都市東山区にある「都ホテル（後のウェスティン都ホテル京都）」で、電話交換手として勤めた。仁子に想いを寄せるホテル従業員から缶詰を贈られたり、別の男性からの告白を断ったために自殺未遂を犯される、といった逸話もあった。1942年（昭和17年）に仁子の父が死去、仁子は「母に食べ物の心配をさせたくない」と心に誓った。
仁子はホテルでの働きぶりが認められ、フロント係に抜擢された。ここで、大阪で事業を手掛けていた呉百福（安藤百福）と出会い、求婚を受けた。一度は仕事の未練から断ったものの、何度もにわたる求婚の末、仁子は好意を受け入れた。1945年（昭和20年）3月21日、仁子は大阪大空襲の最中で、安藤と結婚した。
結婚後の仁子は仕事を辞め、大阪府吹田市千里山に新居を構えた。その後の空襲の激化から、兵庫県上郡に疎開し、疎開先で終戦を迎えた。この疎開中に女子を妊娠したが、8ヶ月で流産した。

### 戦後
戦後、百福は大阪で製塩事業を開始した。従業員として慈善事業同然に、仕事を失った若者たちを仕事に雇い、いつしかその数は百人を超えた。仁子は母と共に、彼らの母親代わりになって、若者たちの面倒を見た。月に1度は誕生会を開催し、アルコールにカラメルを混ぜ、ウイスキーに似せた酒を造って誕生日を祝った。若者たちからは実の親以上に慕われ、小遣いの前借や、恋人とのデートのことまで相談された。
1947年に息子の宏基が誕生した。翌1948年より百福は戦後の食糧難への取り組みを始めた。仁子は宏基の出産後の肥立ちが悪かったが、百福が研究の一環で材料とした食用ガエルの肉片を食べることで健康を取り戻し、これが栄養食品であるビセイクルの開発のヒントの一つとなった。
仁子が次の子供を妊娠した矢先、百福がGHQに脱税で逮捕され、東京の巣鴨プリズンに収容された。自宅も差し押さえられ、仁子は知人を頼って大阪府池田市呉服町の借家へと移り住み、仁子の母の隠し金で生活しながら、巣鴨プリズンに通い、百福と面会した。
百福は処分取消を求めて提訴した。税務当局は司法取引を持ちかけたが、百福は応じなかった。仁子は涙ながらに、訴訟を取り下げるように頼んだが、夫は頑なに応じなかった。収監から2年後、仁子が子供たちを連れて面会に来た。百福はその姿を見て潮時と思い、訴訟を取り下げて釈放された。

### チキンラーメンの開発
百福はその後、信用組合の経営失敗を経て、新たにインスタントラーメンの開発を始めた。百福が何度も麺の製造に失敗する一方で、仁子はその失敗した麺をブタの餌として販売することで、陰ながら百福を支えた。百福が仕事で成功していたときには、高級車を乗り回していたことから、周囲からは「社長夫人がラーメン作りの手伝いなどなさらなくても」と同情された。
百福はスープを完成させた後、即席麺の開発に取り掛かったが、失敗が続いた。だが仁子が「高野豆腐なら、水を吸ってすぐ柔らかくなるのに」と何気なく言ったことがヒントとなり、麺に小さな穴を開ける方法を発案した。さらにある日の夕食に仁子が天ぷらを揚げているのを見て、天ぷらの表面のわずかな穴を見て、麺を油で揚げて乾燥させる方法を思いつき、「チキンラーメン」の完成に至った。
チキンラーメンを完成後は、一家総出で試作品製作に取り掛かり、仁子はスープ作りを担当した。試作品を受け取ったアメリカからは、500ケースの注文が来たので、仁子たち家族総出でラーメンを作った。
百福は大阪市内に工場を構え、チキンラーメンの本格的な製造を開始した。「この商品は絶対に売れる」と意気込む百福に対して、仁子は「どうせやるなら、日本一のラーメン屋になってください」と発破をかけた。ある日、仁子は工場の帰りに、知人から百福の仕事を聞かれ、「ラーメン屋」と答えた。当時のラーメン屋と言えば屋台のラーメン屋で、失業者がするような仕事だったため、知人は「あら、ラーメンですか」と驚いた。仁子は「主人は将来必ずビール会社のように大きくなると言っています。ラーメンにはビールと違って、税金がかかりませんからね」と胸を張った。
チキンラーメンの大成功後、百福は販路拡大のため、1966年（昭和41年）にアメリカへ視察に行った。仁子は基本的に仕事に口を挟まなかったが、当時は飛行機事故が多かったことから、さすがに「すこし様子を見られたらどうですか」と止めた。しかし百福は「死ぬ時は座敷に座っていても死ぬものだ」と言って日本を発った。
百福はこのアメリカ視察を通じて、カップヌードルの開発を発案し、さらに帰りの飛行機の中でマカデミアナッツの容器を見て、ヌードルの容器のヒントとし、その容器を日本に持ち帰った。この容器は仁子により、その後も大切に保管された。

### 晩年
1985年に息子の宏基が社長を継いだが、百福と宏基は経営方針が違いから対立が多く、仁子が巻き添えとなった。堪り兼ねた仁子は「主人が宏基の不出来なこと、わたしへの不満、2時間に及ぶ。一番の息子なのに、なぜあのようにクソカスに言うのか。わたしが甘えて育てたからだという。そんなに気に入らなければ、好きな人を社長にすれば。八月のわたしの誕生日はもうお祝いは結構。あの言葉のきついのは本当に悪い」と、日記に書き記している。この後、百福は娘の明美から電話で諭され、仁子に謝罪した。また宏基が仁子を思い、父の話を聞き入れ、百福もそれを受け入れ、ようやく平穏が訪れた。
仁子の晩年の楽しみは、信仰の人生の集大成といえる四国八十八箇所の巡礼と、日清食品の工場に祀った観音菩薩への日々の参拝であった。百福が目を患うと、目に効く寺を見つけては、必ず立ち寄って参拝した。一方で「私は決して外泊しません」といい、日本各地の神社を参拝するときも、必ずその日の内に帰宅し、百福の帰宅を玄関で迎えた。
2003年（平成15年）、NHK連続テレビ小説『てるてる家族』で、安藤夫妻をモデルとした人物が登場し、仁子をモデルとした「安西節子」を堀ちえみが演じた。『てるてる家族』の主人公らのモデルである石田家（石田ゆり、いしだあゆみ、石田治子ら）は実家が喫茶店であり、仁子がよく小学校時代の子供を連れて、その店に行っていたという、数奇な縁があった。
2007年（平成19年）1月5日、百福が死去した。仁子は夫と死別後、家族に癒されながら余生を送った。日記には「孫うれし ひ孫うれしと 親かすむ」の句が遺されている。また百福の偉業は、没後も多くの人々により語り継がれたが、仁子のみは幾多の苦楽を共にしたにもかかわらず、「まぁ、色々ありましたからね」と言うだけで、多くは語ることはなかった。
百福の死去から3年後の2010年（平成22年）3月17日、仁子は百福を追うように、老衰により92歳で死去した。

## 没後
仁子の少女期や戦中の困窮期の生涯は、仁子が当時のことをあまり話さなかったこともあって、ほとんど知られていなかった。しかし没後、遺品として寝室から1冊の手帳が発見された。そこに記された少女時代の思い出を土台に、取材を加え、百福との結婚後のエピソード群と共に、仁子の波乱万丈の生涯をまとめた評伝『チキンラーメンの女房』が、2018年（平成30年）に発行された。
同2018年、百福と仁子をモデルとしたNHK連続テレビ小説『まんぷく』が放映され、仁子をモデルとした主人公・立花福子役を安藤サクラが演じた。この放映に伴って、横浜市中区の安藤百福発明記念館（カップヌードルミュージアム）で、仁子の生涯を紹介する「チキンラーメンの女房 安藤仁子展」が開催された。

## 人物
日清食品ホールディングスの広報部長である大口真永によれば「常に気遣いをされる方で、『忙しいでしょう。体に気を付けなさいよ』と、よくお声をかけていただきました。あの優しい笑顔が忘れられません」という。いつも自分のことよりも人のことを気にかけ、細かい心遣いを忘れない仁子は、「観音さまの仁子さん」と呼ばれて慕われた。母から「クジラのように物事をすべて呑み込んでしまいなさい」と言い聞かせられて育ったことで、仁子もまた、困った状況に追い込まれても、「クジラのようにすべてを呑み込む。でないと先に進めない」と前向きに受け止めた。
自身が幼少時に苦労したこともあり、子供たちは、自立できるように厳しく育てた。子供のいたずらが過ぎて怒った時の仁子は、鬼のように怖い存在だったという。しかし愛情は深く、宏基は「経営が順調で、工場事故も少なく、家族が健康なのは母・仁子の見えざる祈りの力があったと感じている」と語った。
チキンラーメンの製造に明け暮れた日々には、午前2時に就寝し、午前5時に起きる生活だったが「けっこう私は楽しんでいましたけど」、夫の百福のことは「『日本一になる』と言ってくれて、それを信じておりました。何も心配ありません」と後年に語っていた。
晩年に八十八箇所の巡礼を楽しんだように、観音菩薩への信仰が深く、自らも観音菩薩のように慕われた。百福が日清食品の社長から会長の座に退いた後も、仁子は変わらず百福を支え、機嫌が悪い時も「私は観音様の心で行こう」と言い聞かせていた。
成功者の妻には、家庭を守ることに専念するなどで夫の陰に隠れるタイプと、夫以上に積極的に世に出るタイプとの2別した場合、仁子は典型的な前者のタイプとも考えられている。百福の死去が新聞やテレビで各方面で大きく報じられ、大規模な葬儀が行われたこととは対照的に、仁子の死去はさほど話題に昇ることはなかった。目立った行動をとらず、家庭の中で夫を支え続けた妻が、人知れず静かに姿を消すこともまた、仁子らしいとの意見もある。
仁子の没後、息子の安藤宏基、娘の堀之内明美は、仁子ことを以下のように回想した。

## 演じた俳優
- 堀ちえみ（連続テレビ小説「てるてる家族」、2003年）仁子をモデルとした登場人物「安西節子」役
- 安藤サクラ （連続テレビ小説「まんぷく」､2018年）仁子をモデルとした登場人物「今井（立花）福子」役

## 家族・親族
- 夫 - 安藤百福　日清食品（株）創業者
- 台湾時代の第１夫人 - 黄綉梅
  - 長男 - 安藤宏寿（元日清食品代表取締役社長）
- 台湾時代の第２夫人 - 呉金鶯
- ３人目の妻 - 安藤仁子
  - 息子 - 安藤宏基（こうき） 現・日清食品ホールディングスの株式会社代表取締役CEO
    - 孫 - 安藤徳隆　安藤宏基の長男、現・日清食品の社長